# Reliance Communications
Reliance Communications — приватна публічна індійська телекомунікаційна компанія. Компанія разом з Flag Telecom належить Reliance Communications Ventures, підрозділу Reliance Anil Dhirubhai Ambani Group (власник 66.77 % акцій). Послуги компанії включають стільниковий телефонний зв'язок в стандартах CDMA і GSM, інтернет і телебачення, підтримує найбільшу в країні оптоволоконну мережу.